# Antas e Ourozinho
Antas e Ourozinho (oficialmente: União das Freguesias de Antas e Ourozinho) é uma freguesia portuguesa do município de Penedono, com 30,06 km² de área e 285 habitantes (censo de 2021). A sua densidade populacional é 9,5 hab./km².

## História
Foi criada aquando da reorganização administrativa de 2012/2013, resultando da agregação das antigas freguesias de Antas e Ourozinho.

## Demografia
A população registada nos censos foi:
| Distribuição da População por Grupos Etários | Distribuição da População por Grupos Etários | Distribuição da População por Grupos Etários | Distribuição da População por Grupos Etários | Distribuição da População por Grupos Etários | Distribuição da População por Grupos Etários |
| -------------------------------------------- | -------------------------------------------- | -------------------------------------------- | -------------------------------------------- | -------------------------------------------- | -------------------------------------------- |
| Antes da agregação                           |                                              |                                              |                                              |                                              |                                              |
| Ano                                          | 0-14 anos                                    | 15-24 anos                                   | 25-64 anos                                   | >= 65 anos                                   | Total                                        |
| 2001                                         | 50                                           | 51                                           | 183                                          | 141                                          | 425                                          |
| 2011                                         | 33                                           | 23                                           | 146                                          | 118                                          | 320                                          |
| Após a agregação                             |                                              |                                              |                                              |                                              |                                              |
| Ano                                          | 0-14 anos                                    | 15-24 anos                                   | 25-64 anos                                   | >= 65 anos                                   | Total                                        |
| 2021                                         | 14                                           | 23                                           | 130                                          | 118                                          | 285                                          |